# Kloster Athenry

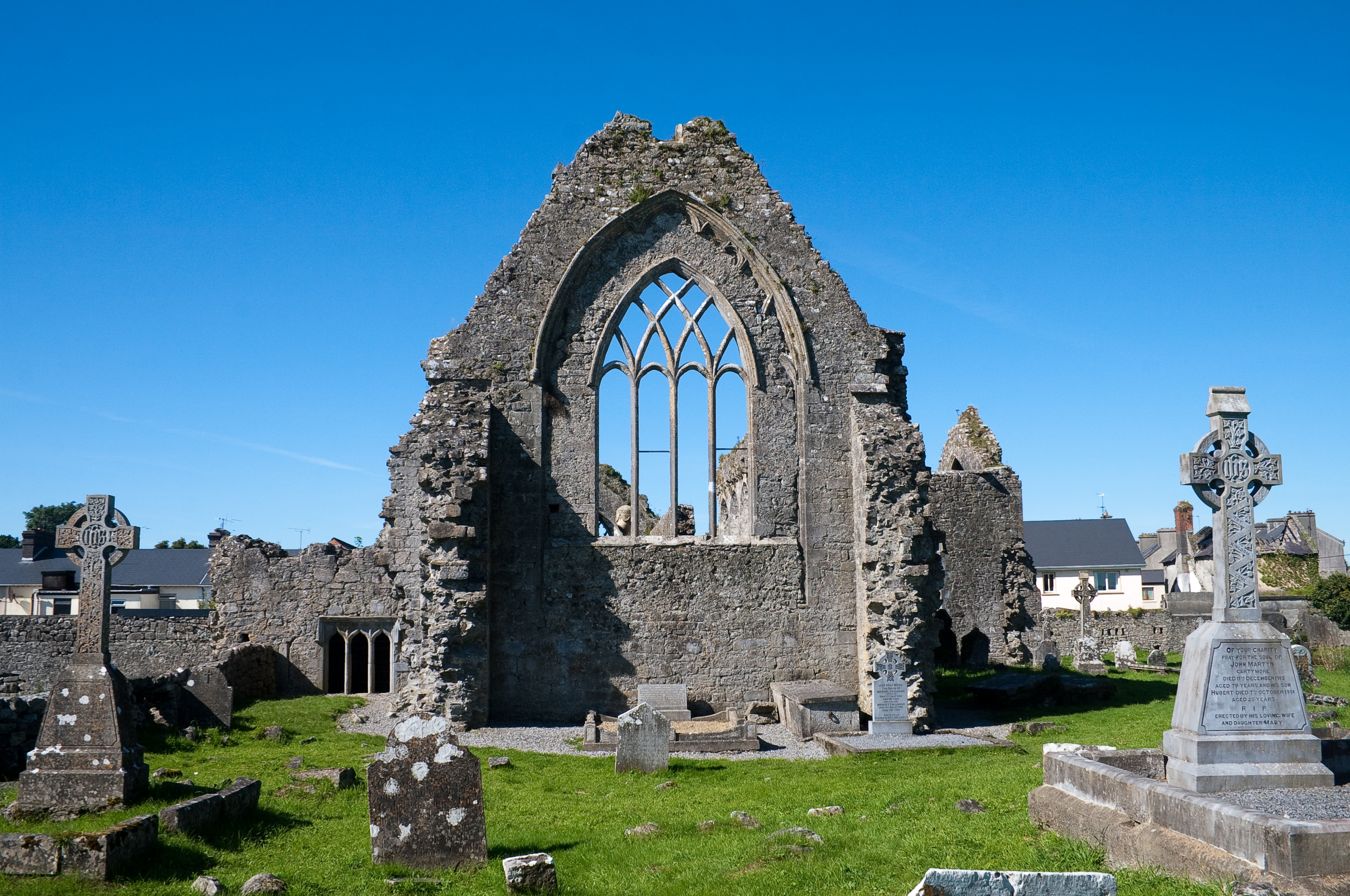
Ostansicht des Klosters mit dem Chorfenster aus dem 14. Jahrhundert

Das Kloster Athenry (englisch Athenry Priory) wurde 1241 von Meiler de Bermingham als den Heiligen Peter und Paul gewidmetes Priorat der Dominikaner in der zur Erzdiözese Tuam gehörenden Stadt Athenry (heute County Galway, Connacht, Irland) gegründet. Die Brüder, die nach der Reformation zunächst bleiben konnten, mussten das Kloster beim verheerenden Stadtbrand von 1597 aufgeben, konnten später jedoch zurückkehren. 1644 erhielt die zugehörige Schule den Rang einer Universität, die jedoch aufgrund der kriegerischen Auseinandersetzungen nur sehr kurz bestand. 1698 wurden die Brüder zur endgültigen Aufgabe gezwungen.

## Geschichte
Unter der Leitung von Richard de Burgh überquerten Barone normannischer Abstammung und ihre Truppen 1235 den Shannon und eroberten Connacht. Dabei fiel das Land um Athenry an Meiler de Bermingham, der Athenry mit dem Bau der Burg im Jahr 1238 begründete und bereits 1241 das Priorat gründen konnte. Neben dem Gründer, der den Bau der Kirche finanzierte, beteiligten sich auch andere Stifter einschließlich einiger der zuvor besiegten irischen Familien. Dies gilt als Beleg dafür, wie sich die vorherigen Gegner für eine gemeinsame Sache einsetzen konnten. So übernahm Fedlimid Ó Conchobair, irischer König von Connacht, den Bau des Refektoriums, Eogan Ó hEidin finanzierte das Dormitorium und Cornelius Ó Cellaigh ermöglichte den Kapitelsaal. Weitere Spenden ermöglichten den Bau des Klostergartens, des Infirmariums und eines Gästehauses. Die Bauten schritten mit so einem Tempo voran, dass bereits 1242 in den Räumlichkeiten das Provinzialkapitel abgehalten werden konnte. Während der Amtszeit des Erzbischofs Florence Mac Flin (1289–1312) wurde ein Haus für Gelehrte dem Kloster angegliedert.

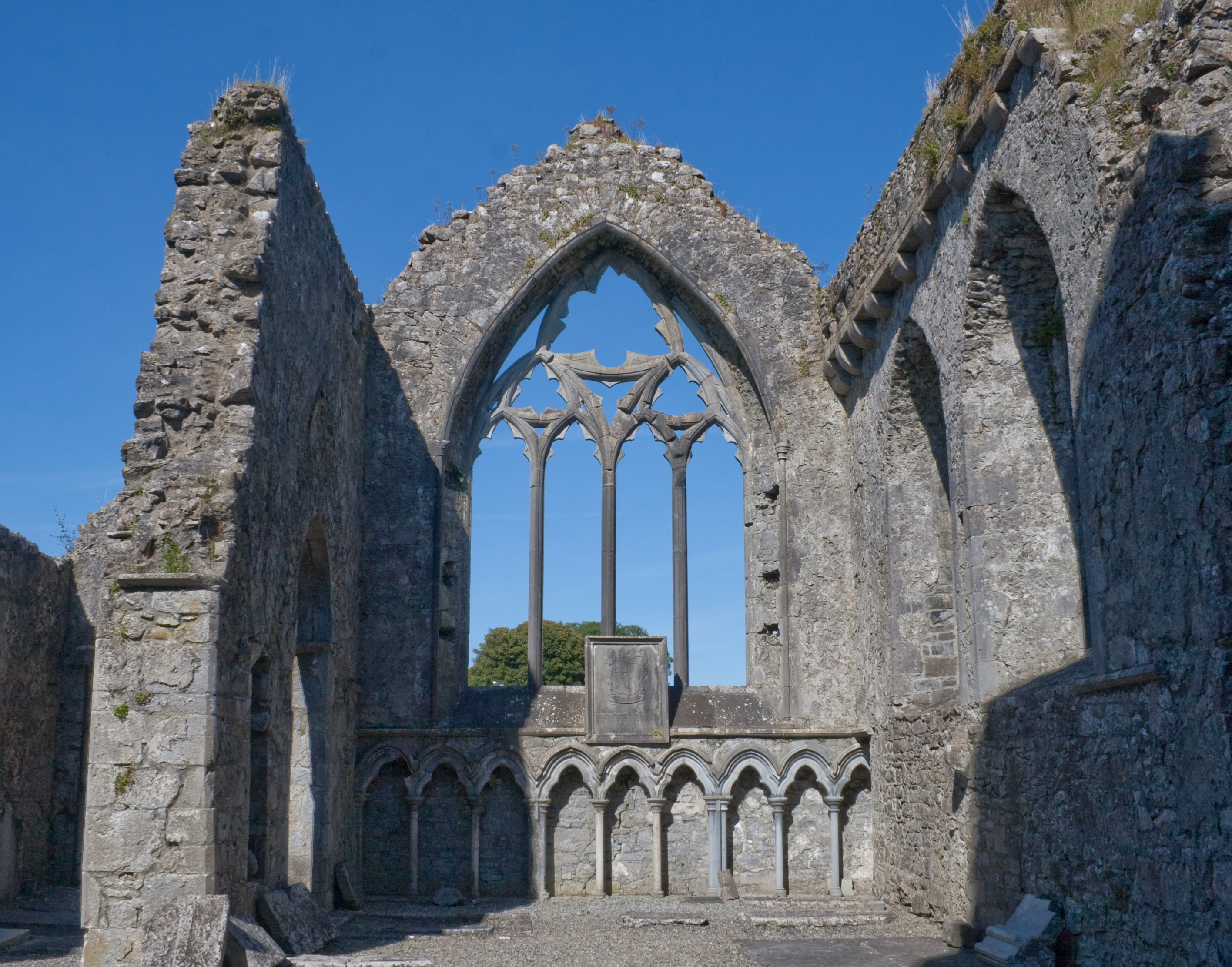
Das im 14. Jahrhundert entstandene nördliche Querschiff

Das Kloster wurde zu einer bedeutenden Ruhestätte für die Familie des Gründers, die weiteren Stifterfamilien und mehrere Bischöfe. Der Gründer selbst wurde 1252 bestattet. Sein Sohn William, der Erzbischof von Tuam wurde, erhielt eine kostbare Grabstätte neben seinem Vater. Bereits zu Beginn des 14. Jahrhunderts wurde eine Vergrößerung der Kirche notwendig. In dieser Zeit entstand das östliche Chorfenster und auf der Nordseite das Quer- und Seitenschiff. Im Jahr 1400 wurde ein Almosenablass zur Finanzierung von Restaurierungsarbeiten gewährt. Weitere Ablassprivilegien folgten 1423 und 1445, je nach vorangegangenen Bränden. Zu dieser Zeit gehörten dem Kloster 30 Brüder an.
Während der Reformation erhielt 1541 der Kustos Adam de Coppynger die Zusage des Lord Deputy, dass er und seine Brüder das Kloster behalten können, wenn sie den Habit ablegen. Im Jahr 1568 gewährte Elisabeth I. dem Earl of Clanricarde das Privileg, das Kloster weiterhin als Begräbnisstelle benutzen zu dürfen. Im Jahr 1574 fiel das Kloster mitsamt dem zugehörigen Land an die Stadt Athenry. Im gleichen Jahr wurden sowohl die Stadt als auch das Kloster von den Söhnen des Earls geplündert. Den Dominikanern gelang es jedoch, das Kloster wieder in Besitz zu nehmen und sie wurden auch verschont, als Red Hugh O’Donnell Athenry im Jahr 1595 einnahm. Im Zuge des neunjährigen Krieges wurde Athenry 1596 belagert und anschließend durch ein verheerendes Feuer in Schutt und Asche gelegt. Davon sollte sich die Stadt nie mehr erholen.
Im Anschluss daran erhielten die Brüder 1622 etwas Land bei Esker, etwa 4 km südöstlich von Athenry, wo sie ein kleines Kloster bauten. Sie nahmen weiterhin Novizen auf und eröffneten auch eine Schule. Zu dieser Zeit gab es sonst praktisch keine Ausbildungsmöglichkeiten für Geistliche in Irland. Mit erheblichem Aufwand gelang es den irischen Geistlichen im Exil, zwei Colleges in Lissabon und Löwen zu etablieren, die als temporäre Lösung gedacht waren, bis die Verhältnisse in Irland soweit stabilisiert sind, dass die Einrichtung von studia generalia möglich sind. In Vorbereitung darauf beschloss das Generalkapitel 1644 in Rom die Einrichtung von fünf Universitäten in den fünf irischen Ordensprovinzen. Neben Dublin, Limerick, Cashel und Coleraine war hier auch Athenry vorgesehen. Im Schutze der irischen Konföderation gelang Athenry die Einrichtung der Universität, die jedoch wegen der Rückeroberung Irlands nicht lange Bestand hatte.

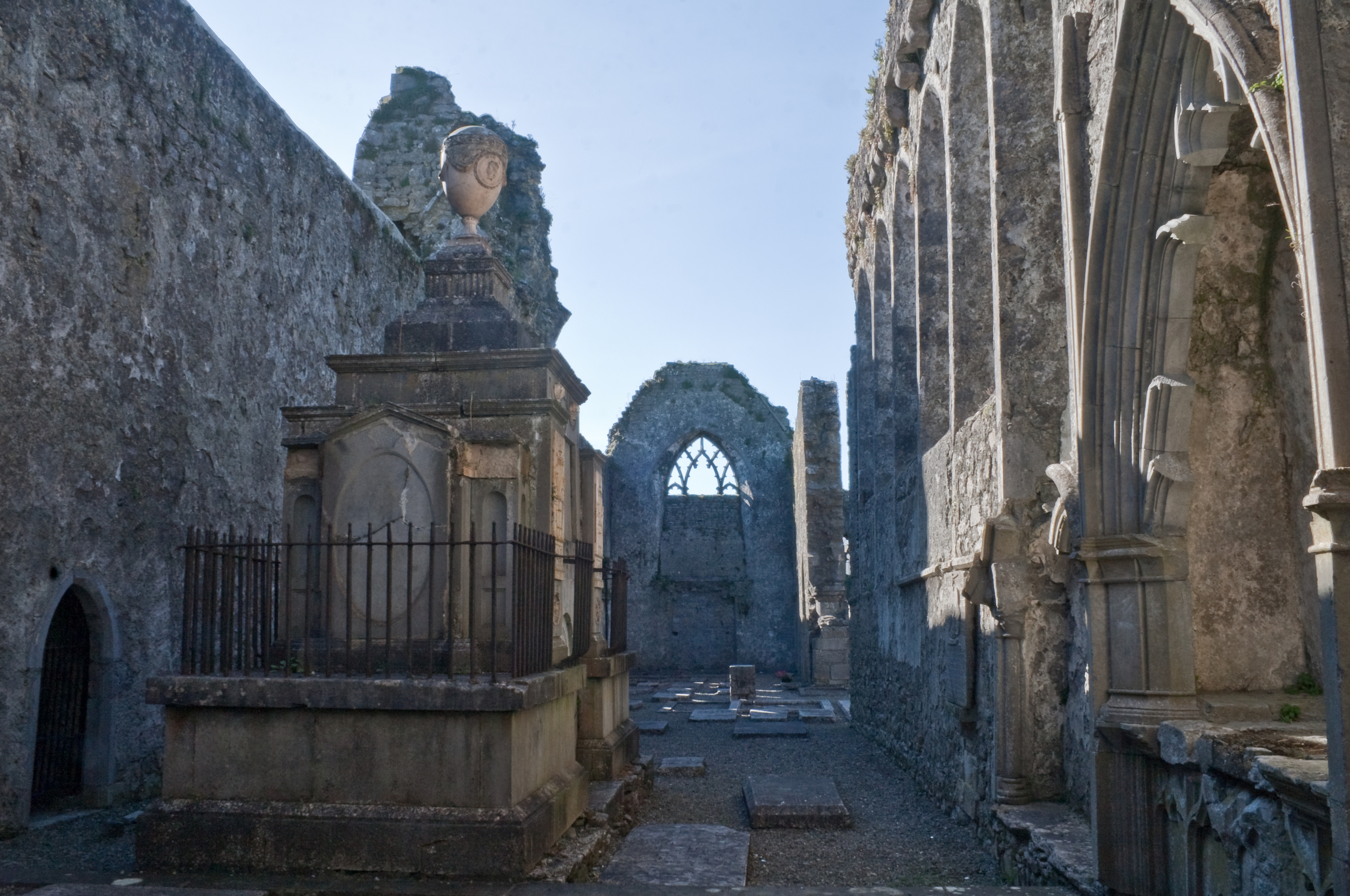
Die über Jahrhunderte aufrechterhaltene Verbindung der Familie Bermingham zum Kloster dokumentiert das wuchtige, im Chor errichtete Grabmal der 1788 verstorbenen Matilda Bermingham.

Ein letztes Mal gelang 1685 den Brüdern die Rückkehr in ihr altes Kloster, das sie aber nach dem 1697 durch das irische Parlament verabschiedeten Bishop’s Banishment Act aufgeben mussten, der alle Bischöfe und Geistlichen zum Verlassen Irlands bis zum 1. Mai 1698 zwang. Bereits 1722 war das Kloster nur noch eine Ruine. Einige der zum Kloster zugehörenden Gebäude wurden um 1750 abgerissen, andere zur Nutzung als Kaserne hergerichtet. Der Turm brach irgendwann nach 1779 zusammen. Zur Feier des 750-jährigen Gründungsjubiläums wurde 1991 eine feierliche Messe in der Ruine des Kirchenschiffs gehalten.